# قرار مجلس الأمن التابع للأمم المتحدة رقم 700
قرار مجلس الأمن التابع للأمم المتحدة رقم 700، الذي اعتمد بالإجماع في 17 يونيو 1991، بعد الإشارة إلى القرارات 661 (1991)، 665 (1991)، 670 (1991) و‌687 (1991)، وإذ يحيط علمًا بالتقرير الذي طلبه من الأمين العام، وافق المجلس، متصرفًا بموجب الفصل السابع، على التنفيذ الكامل للقرار 687–حظر الأسلحة على العراق.
ودعا المجلس جميع الدول والمنظمات الدولية إلى التنفيذ الصارم للحظر، وطلب من الدول أن تقدم تقريرًا في غضون 45 يومًا عن الإجراءات التي اتخذتها لتنفيذه. وكلف أيضًا لجنة مجلس الأمن المنشأة بموجب القرار 661 (1990) برصد حظر بيع أو توريد الأسلحة إلى العراق وما يتصل بذلك من جزاءات. وسوف تقدم اللجنة خمسة تقارير على فترات مدة 90 يومًا، إلى المجلس بشأن تنفيذ القرار.

## وصلات خارجية
- نص القرار على UN.org (PDF)